# رايت موريس
رايت موريس (بالإنجليزية: Wright Morris)‏‏ (6 يناير 1910 في سينترل سيتي، نبراسكا - 25 أبريل 1998 في مل فالي) مصور، وروائي، وكاتب من الولايات المتحدة.

## الجوائز
- زمالة غوغنهايم
- جائزة الكتاب الوطني  [لغات أخرى]‏
- الجائزة الوطنية للكتاب عن فئة الخيال  [لغات أخرى]‏

## روابط خارجية
- رايت موريس على موقع الموسوعة البريطانية (الإنجليزية)
- رايت موريس على موقع إن إن دي بي (الإنجليزية)